# Antonius Divitis
Antonius Divitis (Louvain, vers 1470 ou 1475 - vers 1526 ou vers 1530), est un compositeur de l'école franco-flamande de la Renaissance.

## Biographie
On ignore tout de sa jeunesse et de sa formation. Son nom est mentionné, en 1501, dans les registres de l'église Saint-Donatien de Bruges, où il enseigne le chant aux enfants de la chorale. Dans les mois qui suivent, il est nommé maître de chant (zangmeester) et, à la fin de 1501, il est ordonné prêtre. 
En 1504, il occupe le poste de « « magister cantus » » à l'église de Saint-Rombault de Malines, mais criblé de dettes, fuyant ses créanciers, il abandonne à la hâte cette charge en 1505. À la fin de cette même année, il rejoint les chanteurs dans la chapelle de Philippe Ier le Beau. En 1506, avec Pierre de La Rue, Alexandre Agricola et d'autres musiciens de la chapelle, il se rend en Espagne dans la suite de Philippe le Beau lorsque ce dernier est convoqué pour y devenir roi. Bien que Philippe meure peu après de typhoïde, en septembre 1506, les chanteurs demeurent à la cour de Burgos jusqu'en 1508, suivant en cela les volontés de la veuve de Philippe, Jeanne la Folle. À la dissolution de la chapelle, Divitis retourne en Europe du Nord.  
En 1510, il est maître du chant dans la chapelle d'Anne de Bretagne. Après la mort de la souveraine, en 1514, la chapelle est absorbée par celle de France où Divitis reste jusqu'en 1525. Cette année-là, la défaite de Pavie fait de François Ier un monarque vaincu et les chanteurs de la chapelle sont remerciés. 
On perd ensuite la trace de Divitis, mais « peut-être faut-il l'identifier à un certain Richardus Antonius, chantre du pape en 1526 » à Rome.

## Œuvre
L’œuvre de Divitis, dans ce qui nous est parvenu, comprend les messes Que Dicunt hominem et Super Si dedero « et quelques fragments de messe, 3 motets, 2 Magnificats et quelques pièces à 2 voix. [...] D'autres œuvres religieuses et profanes sont conservés en manuscrit à Berlin, Cambrai, Iéna, Munich, Londres et Bologne ».

## Enregistrements
- Motet Lux Eterna Luceat Eis dans Ockeghem - Requiem, Ensemble Organum, Marcel Pérès (dir.), CD Harmonia Mundi (1993)
- Motet Per Lignum Salvi Facti Sumus, dans The Medici Wedding, Ring Ensemble, CD Alba, (2000)
- Motet O desolatorum consolator, dans The Toledo Summit, Orlando Consort, CD Harmonia Mundi USA (2003)
- Motet Per Lignum Salvi Facti Sumus et Salve Regina dans Masters from Flanders, vol. 9 : Johannes Ockeghem and France (polyphony from the 15th & 16th Century, Capella Sancti Michaëlis, Currende Consort, Erik van Nevel (dir.), Coffret de 10 CD, Etcetera (2008)
- Motet Lux Eterna Luceat Eis dans Anthonius Divitis - Antoine De Févin : Lux Perpetua, Requiem, Organum, Marcel Pérès (dir.), CD Aeon (2012)
- Credo, dans François Ier, musiques d'un règne, vol. 1, Messe pour le camp du Drap d'Or, 1520, Doulce Mémoire, Denis Raisin Dadre (dir.), CD Doulce Mémoire/Outhere (2015)

## Source
- Marc Honegger (dir.), Dictionnaire de la musique, t. 1, Paris, Bordas, 1986, p.325.